# Bill Shaw
Bill Shaw – australijski judoka.
Złoty medalista mistrzostw Oceanii w 1966. Wicemistrz Australii w 1969 roku.